# Messerschmitt Me 323
Messerschmitt Me 323 Gigant er et tysk 6-motors transportfly, bygget af Messerschmitt GmbH under 2. verdenskrig. Me 323 blev kun brug i en kort periode (1941-1944), men fløj bl.a. med forsyninger til de tyske tropper under kampene i Rusland og Afrika. Flyet var på grund af sin størrelse og lave hastighed et let bytte for angribende jagerfly. Motorerne var Gnome-Rhône suppleret af Vichy-Frankrig.
Me 323 fandtes også som svævefly – uden motorer. Denne udgave hedder Me 321. Til at "trække" dette gigantiske svævefly byggede tyskerne en speciel udgave af Heinkel He 111 som blev kaldt Heinkel He 111Z (Zwilling). Dette var reelt to stk. Heinkel He 111 som var bygget sammen med i alt fem motorer.
- Wikimedia Commons har flere filer relateret til Messerschmitt Me 323

| Luftfart | Spire Denne artikel om flyvning er en spire som bør udbygges. Du er velkommen til at hjælpe Wikipedia ved at udvide den. |